# Tufan Erhürman
Tufan Erhürman (ur. 1970) – polityk nieuznawanego państwa Cypr Północny.
Ukończył prawo na uniwersytecie w Ankarze, gdzie został później wykładowcą. W latach 2008–2010 uczestniczył w negocjacjach w sprawie zjednoczenia Cypru. W 2013 został deputowanym w parlamencie północnocypryjskim. Od 13 listopada 2016 lider Tureckiej Partii Republikańskiej. Ponownie wybrany do parlamentu w 2018. Od 28 lutego 2018 do 22 maja 2019 premier Cypru Północnego.